# حبيل ودعان

تعديل مصدري - تعديل

حبيل ودعان هي إحدى قرى عزلة القارة بمديرية رصد التابعة لمحافظة أبين، بلغ تعداد سكانها 26 نسمة حسب تعداد اليمن لعام 2004.